# Bowler Wildcat
Il Bowler Wildcat è un fuoristrada sportivo prodotto dalla Bowler Offroad; è l'evoluzione del Bowler Tomcat ed è basato sull'originale Land Rover Defender. Ha partecipato a varie edizioni della Parigi-Dakar e del Rally dei Faraoni.
I diritti di fabbricazione sono stati ceduti nel Dicembre 2007 alla Qt Services, in modo tale che la Bowler potesse occuparsi della produzione del Bowler Nemesis.

## Tecnica
I pannelli della carrozzeria sono totalmente in vetroresina.
I motori proposti erano o un V8 da 4, 4.6 o 5 litri oppure un motore turbo da 2,2 o 2,5 litri diesel.
Il Wildcat è equipaggiato anche con un meccanismo di sollevamento del veicolo tramite le sospensioni. Ciò doveva permettere di cambiare le ruote in maniera più agevole e di uscire con più facilità dai terreni molli. Il dispositivo di sollevamento è costituito da una piastra di acciaio di grandi dimensioni su un sub-telaio incernierato fissato al lato inferiore del telaio del veicolo tra gli assi anteriore e posteriore. Esso viene abbassato tramite un pistone idraulico controllato dall'abitacolo. La piastra di acciaio serve anche a proteggere la parte inferiore del veicolo.

## Evoluzione
Una volta passata la produzione alla QT, il mezzo venne potenziato e rinominato Wildcat 300 STR. Il corpo rimaneva in vetroresina, ma era stato implementato un propulsore Rover V8 4.0 dalla potenza di 270 CV che veniva gestito da un cambio a cinque velocità. Le sospensioni erano dotate di molle elicoidali , mentre l'impianto frenante era costituito da freni a disco.